# Континуитет
Континуите́т (продолжа́тельство) — теория и практика в международном праве о непрерывности государства как субъекта международного права и непрерывности международных государственных обязательств.
Отличается от понятия «правопреемство», когда одно государство берёт на себя международные права и обязанности другого. Принцип континуитета срабатывает в случае кардинальных политических изменений в государстве — революция и смена государственного режима, распад государства.
Российская Федерация — Россия, в частности, относится к современным государствам-продолжателям. Будучи продолжателем территориальных и имущественных прав РСФСР, она одновременно является продолжателем Советского Союза в рамках выполнения обязательств по заключённым ранее двусторонним и многосторонним договорам СССР. В частности, Россия стала постоянным членом Совета Безопасности ООН, а также правопреемником всего имущества и долгов СССР за рубежом.

Российская Федерация продолжает осуществлять права и выполнять обязательства, вытекающие из международных договоров, заключенных СССР, а правительство Российской Федерации будет выполнять вместо правительства Союза ССР функции депозитария по соответствующим международным договорам.— Нота МИД России, от 13 января 1992 г.

## Комментарии
1. ↑  Российская Федерация отказала в запросе Украины проводить аудит и оценку стоимости имущества СССР, из-за чего украинская сторона не признает свою часть зарубежной собственности и других активов бывшего СССР российскими[3][4][5][6].